# Согласный (Саратовская область)
Согласный — поселок в Калининском районе Саратовской области. Входит в состав сельского поселения Озёрское муниципальное образование. 

## География
Находится на расстоянии примерно 22 километра по прямой на запад от районного центра города Калининска.

## История
Основан в 1924 году.

## Население
Постоянное население составило 136 человек (70% русские) в 2002 году, 128 в 2010.